# Reprezentacja Polski w hokeju na trawie kobiet
Reprezentacja Polski w hokeju na trawie kobiet – zespół hokeja na trawie, reprezentujący Rzeczpospolitą Polską, powoływany przez selekcjonera, w której występować mogą wszystkie zawodniczki posiadające obywatelstwo polskie. Za jej funkcjonowanie odpowiedzialny jest Polski Związek Hokeja na Trawie.
Żeńska reprezentacja Polski w hokeju na trawie raz brała udział w Igrzyskach Olimpijskich. Było to w 1980 roku, kiedy zawody kobiet były rozegrane po raz pierwszy. "Biało-czerwone" zajęły 6. miejsce (ostatnie). Raz również w 2015 roku reprezentacja Polski kobiet startowała w Mistrzostwach Europy, gdzie zajęła ostatnie 8 miejsce. Poza tym Polki zanotowały cztery starty w Halowych mistrzostwach świata, w 2011 były piąte, w 2015 również piąte, w 2018 były ósme, a w 2025 zdobyły tytuł mistrzowski. Sześciokrotnie Polki startowały również w halowych mistrzostwach Europy I dywizji: w 2010 zajęły 6. miejsce, w 2012 i 2014 zdobyły brązowy medal, w 2016 roku wywalczyły tytuł wicemistrzowski, w 2018 zajęły 8. miejsce, a w 2024 roku ponownie zdobyły srebrny medal.

## Udział w imprezach międzynarodowych

### Igrzyska olimpijskie
- 1980: 6. miejsce (Małgorzata Gajewska, Bogumiła Pajor, Jolanta Sekulak, Jolanta Błędowska, Lucyna Matuszna, Danuta Stanisławska, Wiesława Ryłko, Lidia Zgajewska, Maria Kornek, Małgorzata Lipska, Halina Kołdras, Lucyna Siejka, Dorota Bielska, Dorota Załęczna, Michalina Plekaniec, Jadwiga Kołdras, trener Tadeusz Marzec)[4]
- 1984-2024 nie zakwalifikowała się

### Mistrzostwa świata
- 1974-2022 nie zakwalifikowała się

### Mistrzostwa Europy
- 1984-2013 nie zakwalifikowała się
- 2015: 8. miejsce (Dominika Nowicka, Małgorzata Sztybrych, Paulina Okaj, Amelia Katerla, Magdalena Szczurek, Joanna Hawrot, Magdalena Zagajska, Joanna Wieloch, Martyna Wypijewska, Weronika Wessołowska, Paula Sławińska, Marlena Rybacha, Monika Polewczak, Natalia Wiśniewska, Oriana Walasek, Adrianna Marcinkowska, Marta Kucharska, Marta Kruszyński, trener Krzysztof Rachwalski)[5]
- 2017: nie zakwalifikowała się
- 2019: nie zakwalifikowała się
- 2021: nie zakwalifikowała się
- 2023: nie zakwalifikowała się
- 2025: nie zakwalifikowała się

### Halowe mistrzostwa świata
- 2003: nie zakwalifikowała się
- 2007: nie zakwalifikowała się
- 2011: 5. miejsce (Dominika Nowicka, Małgorzata Sztybrych, Paulina Okaj, Amelia Katerla, Joanna Hawrot, Joanna Wieloch, Marta Kucharska, Katarzyna Krasińska, Paulina Polewczak, Marlena Rybacha, Aleksandra Bugała, Natalia Wiśniewska, trener Krzysztof Rachwalski)[6]
- 2015: 5. miejsce (Dominika Nowicka, Małgorzata Sztybrych, Paulina Okaj, Amelia Katerla, Joanna Hawrot, Joanna Wieloch, Joanna Wittke, Anna Gabara, Paula Sławińska, Marlena Rybacha, Natalia Wiśniewska, Oriana Walasek, trener Krzysztof Rachwalski)[7]
- 2018: 8. miejsce (Dominika Nowacka, Paulina Grotek, Amelia Katerla, Joanna Wieloch, Martyna Wypijewska, Weronika Wessołowska, Paula Sławińska, Marlena Rybacha, Monika Polewczak, Natalia Wiśniewska, Oriana Walasek, Marta Kucharska, trener Krzysztof Rachwalski)[8]
- 2023: nie zakwalifikowała się
- 2025: 1. miejsce (Julia Kucharska, Amelia Katerla, Daria Skoraszewska, Anna Gabara, Jagoda Arciszewska, Marlena Rybacha, Monika Chmiel, Marta Czujewicz, Marta Kucharska, Magdalena Pabiniak, Julia Balcerzak, Viktoria Zimmermann, trener Krzysztof Rachwalski)[9]

### Halowe mistrzostwa Europy
- 1975-1977: nie uczestniczyła
- 1981-2008: nie zakwalifikowała się
- 2010: 6. miejsce (Magdalena Sztybrych, Paulina Okaj, Anna Grzanka, Joanna Hawrot, Monika Milewski, Joanna Wieloch, Katarzyna Krasińska, Marlena Rybacha, Aleksandra Bugała, Natalia Wiśniewska, Patrycja Blus, Dominika Nowicka, trener Krzysztof Rachwalski)[10]
- 2012:  3. miejsce (Dominika Nowicka, Marta Kucharska, Paulina Okaj, Marlena Rybacha, Joanna Hawrot, Natalia Wiśniewska, Aleksandra Bugała, Paulina Polewczak, Joanna Wittke, Małgorzata Sztybrych, Anna Grzanka, Magdalena Szczurek, trener Krzysztof Rachwalski)[11]
- 2014:  3. miejsce (Dominika Nowicka, Małgorzata Sztybrych, Paulina Okaj, Amelia Katerla, Martyna Wypijewska, Magdalena Zagajska, Joanna Wieloch, Joanna Wittke, Paula Sławińska, Marlena Rybacha, Oriana Walasek, Marta Kucharska, trener Krzysztof Rachwalski)[12]
- 2016:  2. miejsce (Joanna Wieloch, Paulina Okaj, Joanna Mika, Amelia Katerla, Magdalena Zagajska, Paula Sławińska, Małgorzata Sztybrych, Anna Gabara, Marta Kucharska, Oriana Walasek, Weronika Wessołowska, Martyna Wypijewska, trener Krzysztof Rachwalski)[13]
- 2018: 8. miejsce (Dominika Nowicka, Paulina Grotek, Amelia Katerla, Magdalena Zagajska, Joanna Wieloch, Martyna Wypijewska, Weronika Wessołowska, Paula Sławińska, Marlena Rybacha, Monika Polewczak, Oriana Walasek, Marta Kucharska, trener Krzysztof Rachwalski)[14]
- 2020: nie zakwalifikowała się
- 2022: nie zakwalifikowała się
- 2024:  2. miejsce (Marta Kucharska, Anna Gabara, Marlena Rybacha, Monika Polewczak, Julia Balcerzak, Julia Kucharska, Amelia Katerla, Sandra Tatarczuk, Daria Skoraszewska, Paula Sławińska, Dżesika Mazur, Viktoria Zimmermann, trener Norbert Nederlof)[15]

## Kadra
Kadra seniorek - hala (na dzień 28.01.2025):
- Marlena Rybacha – DSD Dusseldorf e.V.
- Marta Kucharska – Grossflottbeker THGC e.V. Hamburg
- Julia Balcerzak – Grossflottbeker THGC e.V. Hamburg
- Amelia Katerla – HC Huizer
- Viktoria Zimmermann – Russelsheimer RK
- Daria Skoraszewska – AZS Politechnika Poznańska
- Monika Chmiel – KS Hokej Start Brzeziny
- Anna Gabara – KS Hokej Start Brzeziny
- Magdalena Pabiniak – KS Hokej Start Brzeziny
- Julia Kucharska – UKS SP 5 Swarek Swarzędz
- Marta Czujewicz – UKS SP 5 Swarek Swarzędz
- Jagoda Arciszewska – UKS SP 5 Swarek Swarzędz
- Krzysztof Rachwalski - trener